# Carcelia flavirostris
Carcelia flavirostris är en tvåvingeart som först beskrevs av Wulp 1890.  Carcelia flavirostris ingår i släktet Carcelia och familjen parasitflugor. Inga underarter finns listade i Catalogue of Life.